# Еден Беач (Сасари)
Еден Беач је насеље у Италији у округу Сасари, региону Сардинија.
Према процени из 2011. у насељу је живело 87 становника. Насеље се налази на надморској висини од 13 м.